# حسين منذر
حسين منذر (20 مارس 1997) هو لاعب كرة قدم لبناني يلعب في مركز الوسط مع نادي النجمة

## المسيرة الدولية
مثل منذر منتخب لبنان تحت 20 سنة في تصفيات بطولة آسيا تحت 19 سنة لكرة القدم 2016، مشاركًا في 3 مباريات سجل فيها هدفًا واحدًا. كما لعب مع منتخب تحت 23 سنة في بطولة آسيا تحت 23 سنة 2018، وشارك في الثلاث المباريات التي خاضها لبنان، بالإضافة إلى مباريتين في تصفيات 2020، وسجل هدفًا ضد المالديف، وإنتهت المباراة بفوز لبنان بنتيجة 6–0.
في مباراته الأولى مع منتخب لبنان الأول، لعب منذر ضد العراق في 30 يوليو 2019 في بطولة اتحاد غرب آسيا 2019، وخسر لبنان 1–0.

## الحياة الشخصية
في 1 أكتوبر 2020، تم الإعلان عن إصابة منذر بوباء كوفيد-19.

## الإنجازات

### النادي
العهد
- كأس الاتحاد الآسيوي: 2019
- الدوري اللبناني الممتاز: 2016–17، 2017–18، 2018–19
- كأس لبنان: 2017–18، 2018–19
- كأس السوبر اللبناني: 2017، 2018، 2019

### الفردية
الجوائز
- تشكيلة الموسم في الدوري اللبناني الممتاز: 2016–17، 2018–19

## وصلات خارجية
- حسين منذر على موقع قاعدة بيانات كرة القدم.إي يو (الإنجليزية)
- حسين منذر على موقع ناشيونال فوتبول تيمز (الإنجليزية)
- حسين منذر على موقع Soccerway.com (الإنجليزية)
- حسين منذر على موقع كووورة